# (36876) 2000 SS152
2000 SS152 (asteroide 36876) é um asteroide da cintura principal. Possui uma excentricidade de 0.18720320 e uma inclinação de 1.65932º.
Este asteroide foi descoberto no dia 24 de setembro de 2000 por LINEAR em Socorro.